# Hawa Boussim
Hawa Boussim o Awa Boussim (Kipoura provincia de Boulgou, 1971) es una cantante burkinesa.

## Biografía
Boussim nació alrededor de 1971 en Kipoura, en la provincia de Boulgou, Burkina Faso, a pocos kilómetros de la frontera con Ghana. Desde los 14 años, cantaba para su comunidad en bautizos, bodas y funerales, pero no tuvo la oportunidad de recibir una educación completa. Se expresa y canta en lengua bissa. Se convirtió en la tercera esposa de un hogar con cuatro esposas.
En 2009 participó en un concurso organizado por una asociación cultural local y ganó. Gracias a un miembro de su familia, Jean-Pierre Boussim, director de una emisora de radio de Zabré, surgió la oportunidad de grabar su primer álbum autoproducido, Môbidoré, en 2011. Aceptó entonces asociar su canto, de raíces ancestrales, con instrumentos afropop como los que estaban de moda en la vecina Nigeria en aquel momento. Apareció en televisión y en el Festival MASA. Ha actuado en escenarios de África Occidental, desde Burkina Faso hasta Costa de Marfil, en Europa y en Estados Unidos. En 2017, lanzó un segundo álbum, Mingoureza. El álbum alcanzó éxito y notoriedad por sus asociaciones culturales y su discusión sobre un problema social, el desperdicio de alimentos y los residuos en general.
Fue descubierta por José da Silva, de Sony Music.

## Reconocimientos
En abril de 2018, ganó el Kundé d'Or. Además del Kunde a la Mejor canción moderna de inspiración tradicional y el Kunde al Mejor videoclip.